# Clitemnestra
Clitemnestra sau Clytaemnestra (greacă Κλυταιμνήστρα pronunție în greacă modernă [klytai̯mnɛ̌ːstra], lit. „cea faimoasă din cauza pețitorilor” sau „nobilă intrigantă”, în funcție de ortografia în greacă) a fost în mitologia greacă fiica Ledei și a lui Tindar, regele Spartei, soră cu dioscurii și Elena. Este cunoscută pentru uciderea soțului ei, Agamemnon, după terminarea războiului troian, și pentru că a fost omorâtă de fiul ei, Oreste.

## Mit

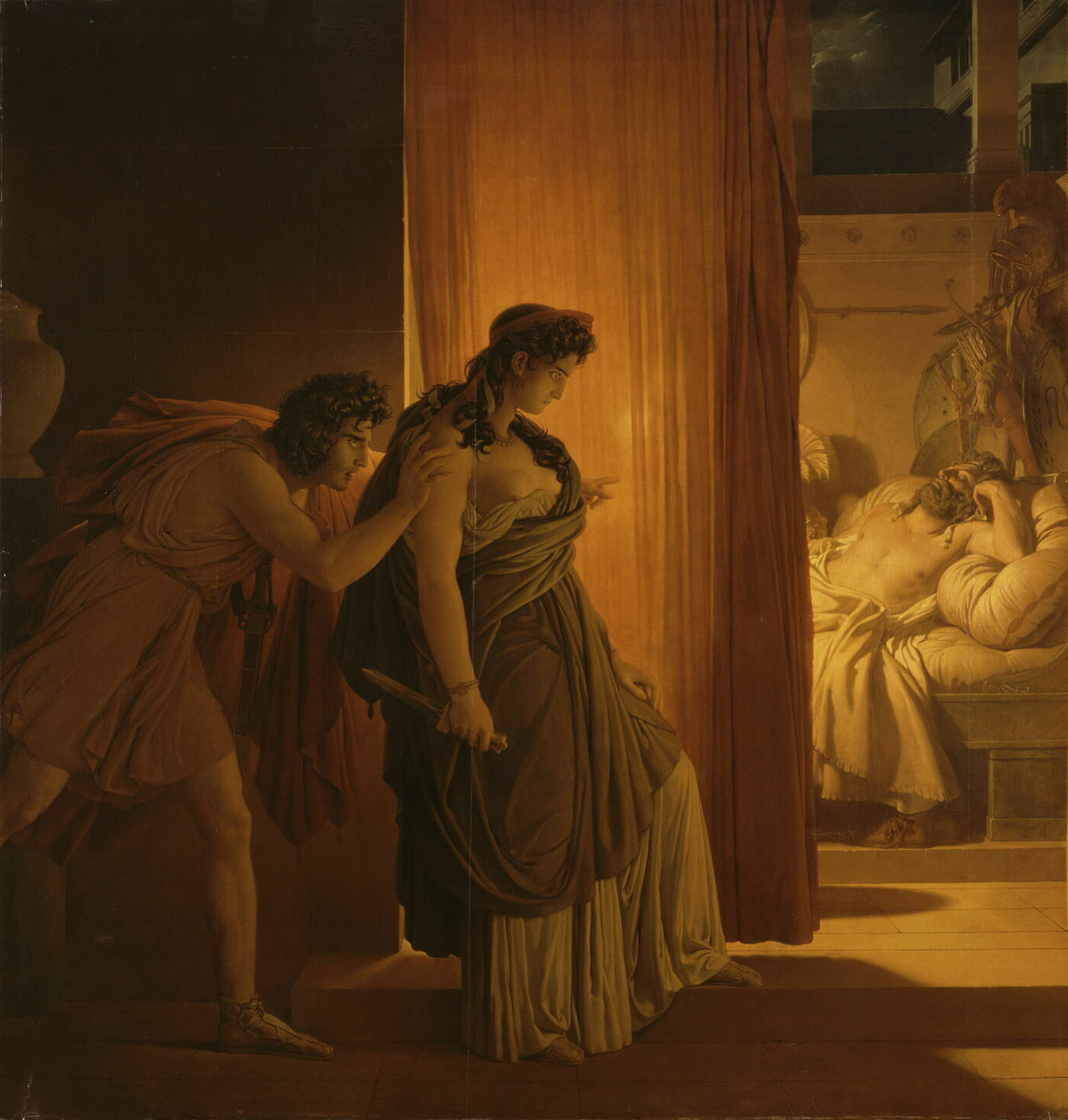

Clitemnestra a fost unul dintre copiii muritori ai Ledei, fiind fiica lui Tindar. Ceilalți copii ai Ledei sunt Elena, Castor, Polux, numiți și dioscuri, și, în funcție de surse, Timandra și Filonoe.
A fost căsătorită mai întâi cu Tantal, fiul lui Tieste. Agamemnon, regele Argosului, l-a ucis, împreună cu toți copiii ei. Hăituit de dioscuri, Agamemnon trebuit să o ia de nevastă. Clitemnestra îi născu patru copii, printre care Oreste, Electra (sau Laodice), Chrisotemis și Ifigenia (sau Ifianasa).
La începutul războiului troian, Agamemnon se vede nevoit să o îmbuneze pe zeița Artemis pentru o căprioară pe care o omorâse și o sacrifică pe Ifigenia; astfel obida Clitemnestrei pentru soțul ei crește.
În timp ce soțul ei lupta sub zidurile Troiei, Clitemnestra îl înșelă cu vărul acestuia, Egist. Auzind de Chriseis și, ulterior, de Casandra, Clitemnestra devine geloasă. Amărâtă de uciderea copiilor ei și dorind să-și păstreze amantul, Clitemnestra îl ajută pe Egist să-i ucidă soțul și, în unele versiuni, o omoară pe Casandra.
Șapte ani mai târziu, ea la rândul ei este ucisă de către propriul ei fiu, Oreste, care în felul acesta răzbună moartea tatălui său.